# Pierrefitte-sur-Aire
Pierrefitte-sur-Aire è un comune francese di 266 abitanti situato nel dipartimento della Mosa nella regione del Grand Est.

## Toponimo
Il nome Pierrefitte viene dal tardo latino Petra ficta ("pietra conficcata, piantata"), ed utilizzato dal IX secolo, e poi Pierfite a partire dal sec. XIII. Il toponimo si riferisce probabilmente alla presenza di un'antica pietra miliare.
Il nome ufficiale è stato semplicemente «Pierrefitte» fino al 1924. Il comune si trova sulla sponda del fiume Aire.

## Società

### Evoluzione demografica
Abitanti censiti